# 関浩二
関 浩二（せき こうじ、1972年6月26日 - ）は、東京都青梅市出身のサッカー指導者、元サッカー選手。現役時代のポジションはフォワード（FW）。

## 来歴
小学生の頃から読売サッカークラブ（後にヴェルディ川崎。現 東京ヴェルディ）の下部組織に所属。1990年にトップチームに入団（第2節より追加登録）したが、出場機会には恵まれず読売サッカークラブ・ジュニオールに登録変更し、JSL2部でプレーしていた。
1994年、ジャパンフットボールリーグ・東京ガスサッカー部（現 FC東京）に移籍。同部にとっては初の日本人選手とのプロ契約だった。関はアマラオと2トップを組み、負傷や累積による出場停止を除いてフル出場を続け得点を量産。攻撃の軸の一人としてサポーターからも絶大な支持を得ていた。アマラオからは「関は大切な友達で、良い選手だった。勝ちたいという気持ちが強くチームに良い影響を与えた」と賛辞されている。1995年には日本人得点王となり、チーム初のベストイレブンにも選出された。また同年のJFLオールスターサッカーのメンバーに選出され、1ゴールを挙げた。
東京ガスでの活躍を買われ1996年にベルマーレ平塚（現 湘南ベルマーレ）に移籍。念願のJリーグ復帰と、V川崎在籍時にはできなかったJリーグデビューを果たした。
1998年途中に古巣・東京ガスに期限付きで移籍。関の加入によるポジション争いでチームは活性化し、同年のリーグ優勝を果たしたが、関自身は1トップの布陣の中でサイドハーフに配され、負傷も重なって無得点に終わった。
さらに同シーズン途中（移籍登録期限直前の10月21日）より、J1参入決定戦に向けて補強を図るコンサドーレ札幌から声がかかり、レンタルにて移籍。翌1999年からは札幌に完全移籍となった。冬でも半袖でプレーする「熱い男」として人気と信頼を得ていたが、この年限りで契約満了により退団。
2000年より地元 の関東1部・青梅FCに加入。日本フットボールリーグ（JFL）昇格を目標に、地域リーグ決勝大会に臨んだが、敗退を喫した。2002年限りで退団。
その後、古巣であるコンサドーレ札幌ジュニアサッカースクールコーチに就任し、2004年から2年間は札幌U-12コーチ、2006年より札幌U-15コーチ、2013年より札幌U-15監督と育成年代の指導を担当した。2012年、JFA公認A級コーチジェネラルライセンスを取得。
2016年、ツエーゲン金沢のヘッドコーチに就任。2019年2月、一身上の都合によりトップチームから離れると発表された。
2021年、カマタマーレ讃岐のコーチに就任。
2023年、レノファ山口FCのトップチームコーチに就任。同年終了をもって退任した。
2024年、日テレ・東京ヴェルディベレーザのトップチームヘッドコーチ就任。

## 所属クラブ
- 1990年 - 1993年 読売/ヴェルディ川崎
  - 読売ジュニオール
- 1994年 - 1995年 東京ガスサッカー部
- 1996年 - 1998年 ベルマーレ平塚
- 1998年 東京ガスサッカー部
- 1998年 - 1999年 コンサドーレ札幌
- 2000年 - 2002年 青梅FC

## 個人成績
| 国内大会個人成績 | 国内大会個人成績 | 国内大会個人成績 | 国内大会個人成績 | 国内大会個人成績                             | 国内大会個人成績 | 国内大会個人成績 | 国内大会個人成績 | 国内大会個人成績 | 国内大会個人成績 | 国内大会個人成績 | 国内大会個人成績 |
| 年度             | クラブ           | 背番号           | リーグ           | リーグ戦                                     | リーグ戦         | リーグ杯         | リーグ杯         | オープン杯       | オープン杯       | 期間通算         | 期間通算         |
| 年度             | クラブ           | 背番号           | リーグ           | 出場                                         | 得点             | 出場             | 得点             | 出場             | 得点             | 出場             | 得点             |
| 日本             | 日本             | 日本             | 日本             | リーグ戦                                     | リーグ戦         | JSL杯/ナビスコ杯 | JSL杯/ナビスコ杯 | 天皇杯           | 天皇杯           | 期間通算         | 期間通算         |
| ---------------- | ---------------- | ---------------- | ---------------- | -------------------------------------------- | ---------------- | ---------------- | ---------------- | ---------------- | ---------------- | ---------------- | ---------------- |
| 1990-91          | 読売             | 26               | JSL1部           | 0                                            | 0                | 0                | 0                | 0                | 0                | 0                | 0                |
| 1991-92          | 読売             | 28               | JSL1部           | 0                                            | 0                | 0                | 0                | 0                | 0                | 0                | 0                |
| 1992             | V川崎            | -                | J                | -                                            | -                | 0                | 0                | 0                | 0                | 0                | 0                |
| 1993             | V川崎            | -                | J                | 0                                            | 0                | 0                | 0                | 0                | 0                | 0                | 0                |
| 1994             | 東京ガス         | 9                | 旧JFL            | 26                                           | 15               | -                | -                | 3                | 1                | 29               | 16               |
| 1995             | 東京ガス         | 9                | 旧JFL            | 27                                           | 25               | -                | -                | 1                | 0                | 28               | 25               |
| 1996             | 平塚             | -                | J                | 21                                           | 6                | 15               | 8                | 3                | 1                | 39               | 15               |
| 1997             | 平塚             | 9                | J                | 16                                           | 1                | 2                | 0                | 3                | 2                | 21               | 3                |
| 1998             | 平塚             | 9                | J                | 7                                            | 0                | 0                | 0                | -                | -                | 7                | 0                |
| 1998             | 東京ガス         | 30               | 旧JFL            | 6                                            | 0                | -                | -                | -                | -                | 6                | 0                |
| 1998             | 札幌             | 29               | J                | 4                                            | 0                | -                | -                | 3                | 2                | 7                | 2                |
| 1999             | 札幌             | 11               | J2               | 25                                           | 6                | 1                | 0                | 2                | 1                | 28               | 7                |
| 2000             | 青梅             | 9                | 関東             |                                              |                  | -                | -                | -                | -                |                  |                  |
| 2001             | 青梅             | 9                | 関東             |                                              |                  | -                | -                | -                | -                |                  |                  |
| 2002             | 青梅             | 9                | 関東             |                                              |                  | -                | -                | -                | -                |                  |                  |
| 通算             | 日本             | 日本             | J1               | 48                                           | 7                | 17               | 8                | 9                | 5                | 74               | 20               |
| 通算             | 日本             | 日本             | J2               | 25                                           | 6                | 1                | 0                | 2                | 1                | 28               | 7                |
| 通算             | 日本             | 日本             | JSL1部           | 0                                            | 0                | 0                | 0                | 0                | 0                | 0                | 0                |
| 通算             | 日本             | 日本             | 旧JFL            | 59                                           | 40               | -                | -                | 4                | 1                | 63               | 41               |
| 通算             | 日本             | 日本             | 関東             | \|\|\|\|colspan=2\|-\|\|colspan=2\|-\|\|\|\| |                  |                  |                  |                  |                  |                  |                  |
| 総通算           | 総通算           | 総通算           | 総通算           | 132                                          | 53               | 18               | 8                | 15               | 7                | 165              | 68               |

その他の公式戦
- 1998年
  - J1参入決定戦 4試合0得点

## 代表歴
- 1990年 日本ユース代表

## 指導歴
- 2002年 - 2015年 コンサドーレ札幌
  - 2002年 - 2004年 ジュニアサッカースクールコーチ
  - 2004年 - 2005年 U-12 コーチ
  - 2006年 - 2012年 U-15 コーチ
  - 2013年 - 2014年 U-15監督
  - 2013年 北海道選抜 (国民体育大会サッカー競技) 監督 (兼務)
  - 2015年 U-15コーチ
  - 2015年8月 - 同年12月 U-18コーチ (兼務)[13]
- 2016年 - 2018年 ツエーゲン金沢 ヘッドコーチ
- 2019年 - 2020年 Raffle瑞穂FC コーチ
- 2021年 - 2022年 カマタマーレ讃岐 コーチ
- 2023年 レノファ山口FC コーチ
- 2024年1月 - 日テレ・東京ヴェルディベレーザ ヘッドコーチ

## 監督成績
| 年度   | クラブ  | 所属             | リーグ戦 | リーグ戦 | リーグ戦 | リーグ戦 | リーグ戦 | リーグ戦 | カップ戦   | カップ戦 |
| 年度   | クラブ  | 所属             | 順位     | 勝点     | 試合     | 勝       | 分       | 敗       | ナビスコ杯 | 天皇杯   |
| ------ | ------- | ---------------- | -------- | -------- | -------- | -------- | -------- | -------- | ---------- | -------- |
| 2013   | 札幌U15 | 北海道 カブス1部 | 優勝     | 42       | 14       | 14       | 0        | 0        | -          | -        |
| 2014   | 札幌U15 | 北海道 カブス1部 | 優勝     | 35       | 14       | 11       | 2        | 1        | -          | -        |
| 総通算 | 総通算  | 総通算           | -        | -        | 28       | 25       | 2        | 1        | -          | -        |

### 参考
- 荒川裕治『FC東京の挑戦』小学館、2001年。